# کارواجار
کارواجار (ارمنی: Քարվաճառ)؛  کلبجر (ترکی آذربایجانی: kәlbәcәr) یک شهر در جمهوری آرتساخ است که در استان شاهومیان واقع شده‌است. کارواجار ۶۰۰ نفر جمعیت دارد و ۱٬۵۸۴ متر بالاتر از سطح دریا واقع شده‌است.